# Snabblöparspindlar
Snabblöparspindlar (Philodromidae) är en familj av spindlar som innehåller över 500 kända arter världen över, uppdelade på 29 olika släkten.

## Kännetecken
Snabblöparspindlar påminner till utseendet något om krabbspindlar och tidigare fördes de också till samma familj som dessa, men senare har de fått status som en egen familj, då de skiljer sig från krabbspindlarna i flera avseenden. Exempelvis är bara det andra av snabblöparspindlarnas benpar förlängt, till skillnad från hos krabbspindlarna där både det första och det andra benparet är förlängt. På klorna har snabblöparspindlarna klubblika fästhår, medan krabbspindlarna saknar fästhår på klorna eller endast har mycket enkla sådana. 
Färgteckningen hos snabblöparspindlarna går oftast i övervägande brunaktiga, gråaktiga eller gulaktiga färger som smälter väl in i omgivningen och ger dem ett bra kamouflage.

## Utbredning
Förekommer över större delen av världen i många olika miljöer. De saknas bara i några få områden och i de allra kallaste trakterna.

## Levnadssätt
Snabblöparespindlarna spinner inga fångstnät utan är aktiva jägare som främst tar små insekter. De kan dock spinna så kallade ankartrådar under sina strövtråg. Hanarna av en del arter, som ängshalmspindeln, kan också spinna några få, svaga trådar omkring honan i samband med parningen. Honorna spinner även äggsäckar som fästs vid något lämpligt föremål, oftast en sten, löv eller gren. En del arters honor gräver små gropar i vilka de spinner äggsäcken. En viss omsorg om avkomman uppvisas genom att honan vaktar äggsäcken.